# Asakura Isokichi
Asakura Isokichi (japanisch 浅蔵 五十吉, eigentlicher Vorname Yosaku (与作); geboren 26. Februar 1913 in Terai (寺井町) im Landkreis Nomi (能美郡) (Präfektur Ishikawa); gestorben 9. April 1998) war ein japanischer Keramiker.

## Leben und Wirken
Asakura Isokichi war Sohn des Keramikers Asakura Isokichi (浅蔵 磯吉). Er erlernte die Töpferei unter Tokuda Yasokichi (徳田 八十吉; 1873–1956) und unter Kitade Tōjirō (北出 塔次郎; 1898–1968). Er wandte sich der Töpferei im Kutani-Stil zu, entwickelte ihn weiter unter Ausnutzung der Überglasfarbgebung (上絵加飾, Uwa-e ka kashoku) und kam so zu einem eigenen Stil. Meist ohne etwas vom weißen Untergrund zu lassen, bemalte er die Objekte vollständig in den typischen Kutani-Farben Gelb, Blaugrün und Braun. So wurde er zum Pionier der japanischen Keramik der Gegenwart. Er wurde im Aufsichtsrat der Ausstellungsreihe „Nihon bijutsu tenrankai“ (日本美術展覧会), kurz „Nitten“, tätig und war ab 1993 deren Berater.
In der Stadt Nomi wurde Asakura ein Museum, das Asakura Isokichi bihutsukan (浅蔵五十吉美術館) gewidmet.

## Auszeichnungen
- 1952 Nitten-Hokuto-Preis (日展北斗賞)
- 1955 Nitten-Hokuto-Preis für „Farbige quadratische Schale“ (色絵方形水盤, Iro-e hōkei suiban)
- 1957 Nitten-Sonderpreis Hokuto-Preis für „Brennofen-verändertes Blumengefäß“ (窯変交歓花器, Kama-henkō kankaki)
- 1968 Hokkoku Kulturpreis (北国文化賞) für „Blumengefäß mit liegenden Blumen“ (構成ノ美花器, Kōsei no bikaki)
- 1972 Kulturpreis der Stadt Komatsu (小松市文化賞)
- 1977 Preis des Premierministers (日展内閣総理大臣賞)
- 1981 Preis der Japanischen Akademie der Künste für „Schale mit Blumenschmuck“ (釉彩華陽飾皿, Yūsai kayō-kazari sara)
- 1984 Ishikawa-TV-Preis (石川テレビ賞)
- 1988 Chūnichi Kulturpreis (中日文化賞)
- 1992 Person mit besonderen kulturellen Verdiensten
- 1996 Kulturorden